# Pero meskearia
Pero meskearia là một loài bướm đêm trong họ Geometridae.